# Femeia mării
Femeia mării (în norvegiană Fruen fra havet) este o piesă de teatru a dramaturgului norvegian Henrik Ibsen, scrisă în 1888. Ibsen a scris această piesă după ce a petrecut 6 luni în Saeby. În viziunea lui Ibsen, farmecul mării este conferit de puterea ei hipnotizatoare: „Marea atotputernică peste stările sufletești.” Considerat părintele teatrului idealurilor, Ibsen a creat personaje ce viețuiesc dincolo de limitele pe care le conferă realitatea. Premiera piesei Femeia mării a avut loc în 1889, pe scena Christiania Theatre. O traducere în limba română a avut premiera în 1928.
Opera scriitorului norvegian aduce în fața cititorilor o realizare artistică, ce înfățișează povești de dragoste, eșecuri personale, dar și conceptul de libertate văzut prin prisma dreptului de a alege.

## Vezi și
- Listă de piese de teatru norvegiene